# Clinus spatulatus
Clinus spatulatus är en fiskart som beskrevs av Bennett, 1983. Clinus spatulatus ingår i släktet Clinus och familjen Clinidae. IUCN kategoriserar arten globalt som starkt hotad. Inga underarter finns listade i Catalogue of Life.